# Ford Escort (Ameryka Północna)
Ford Escort – samochód osobowy klasy kompaktowej produkowany pod amerykańską marką Ford w latach 1981 – 2002.

## Pierwsza generacja

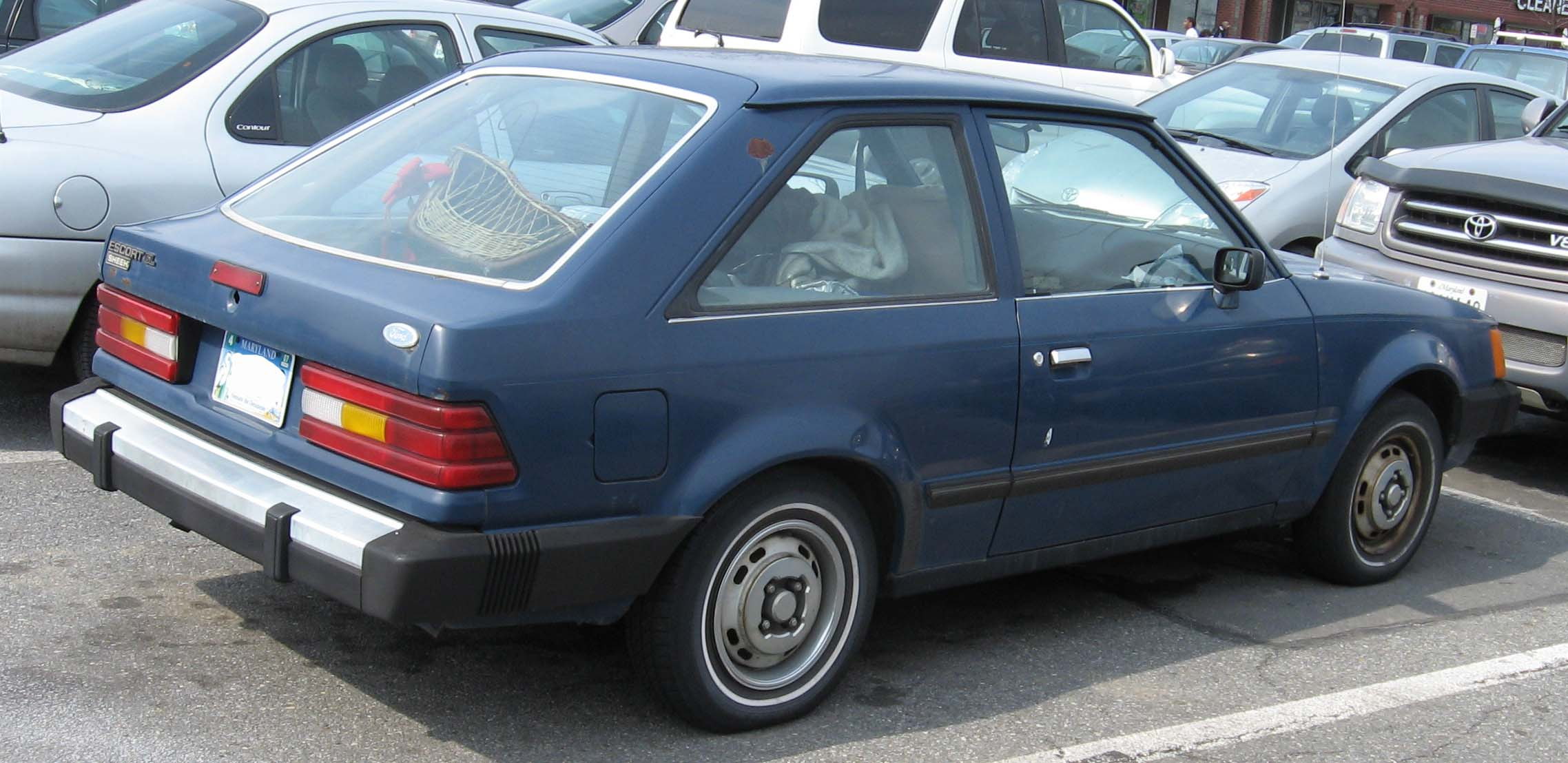
Ford Escort I - tył

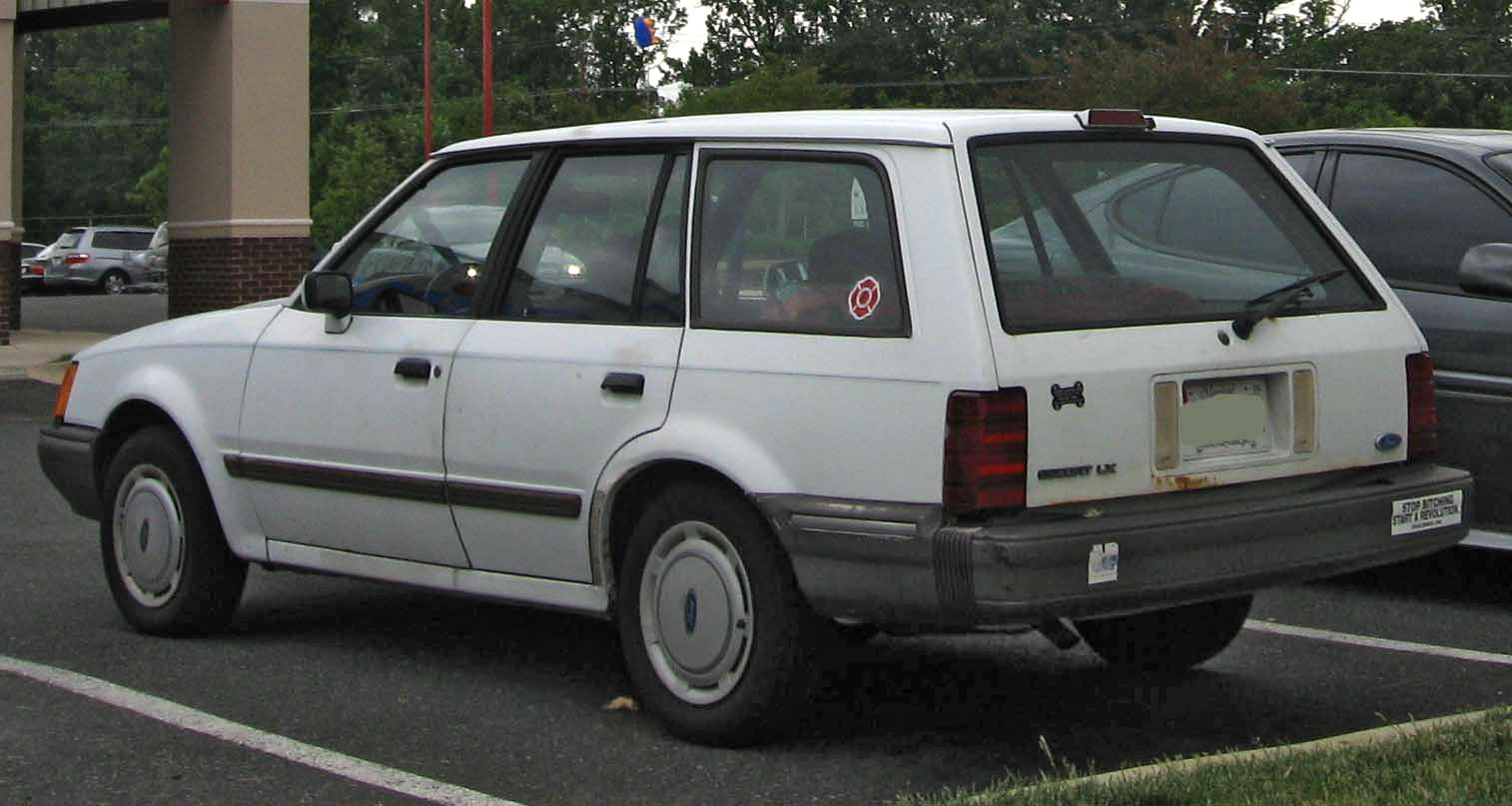
Ford Escort I Kombi

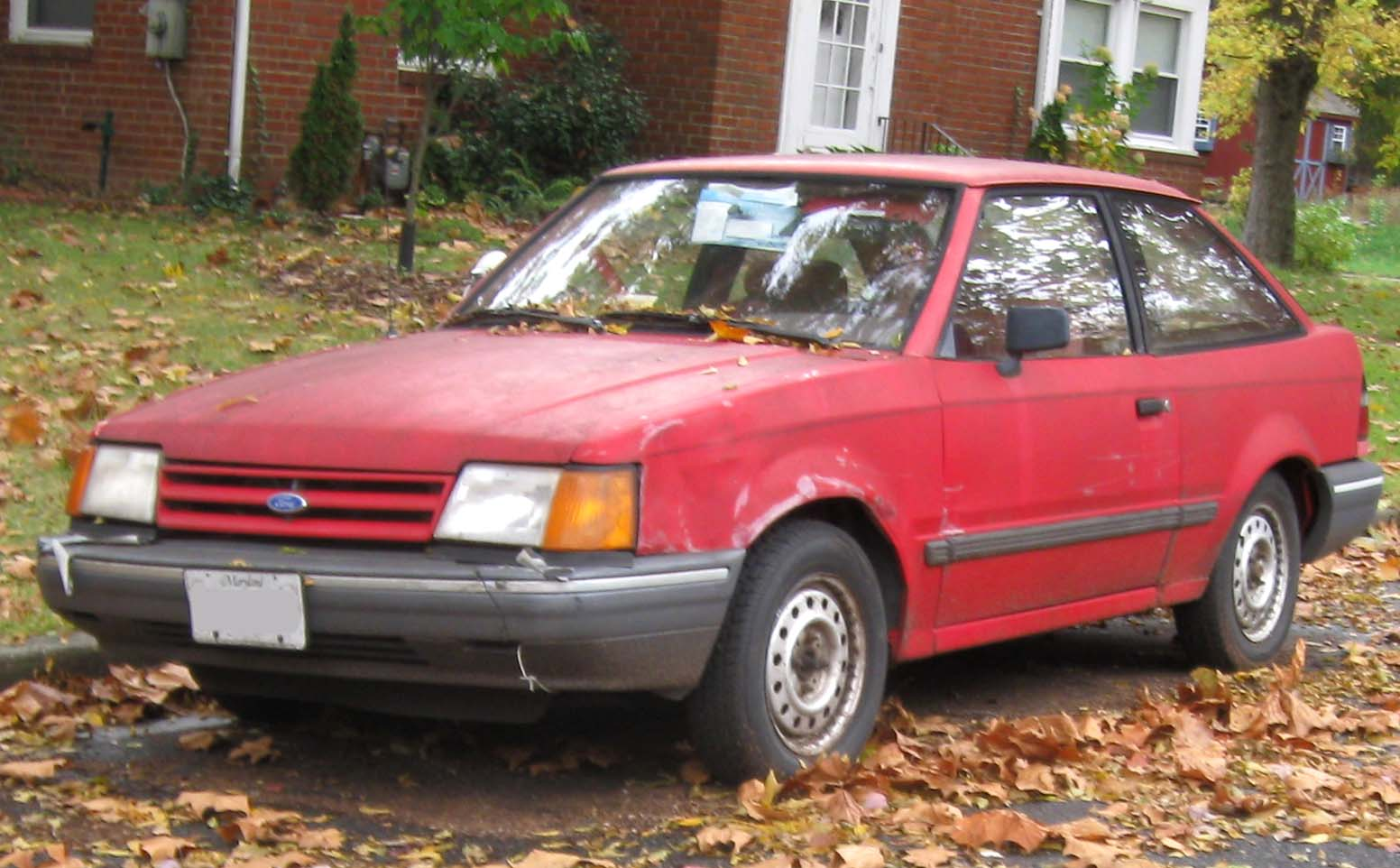
Ford Escort I po liftingu

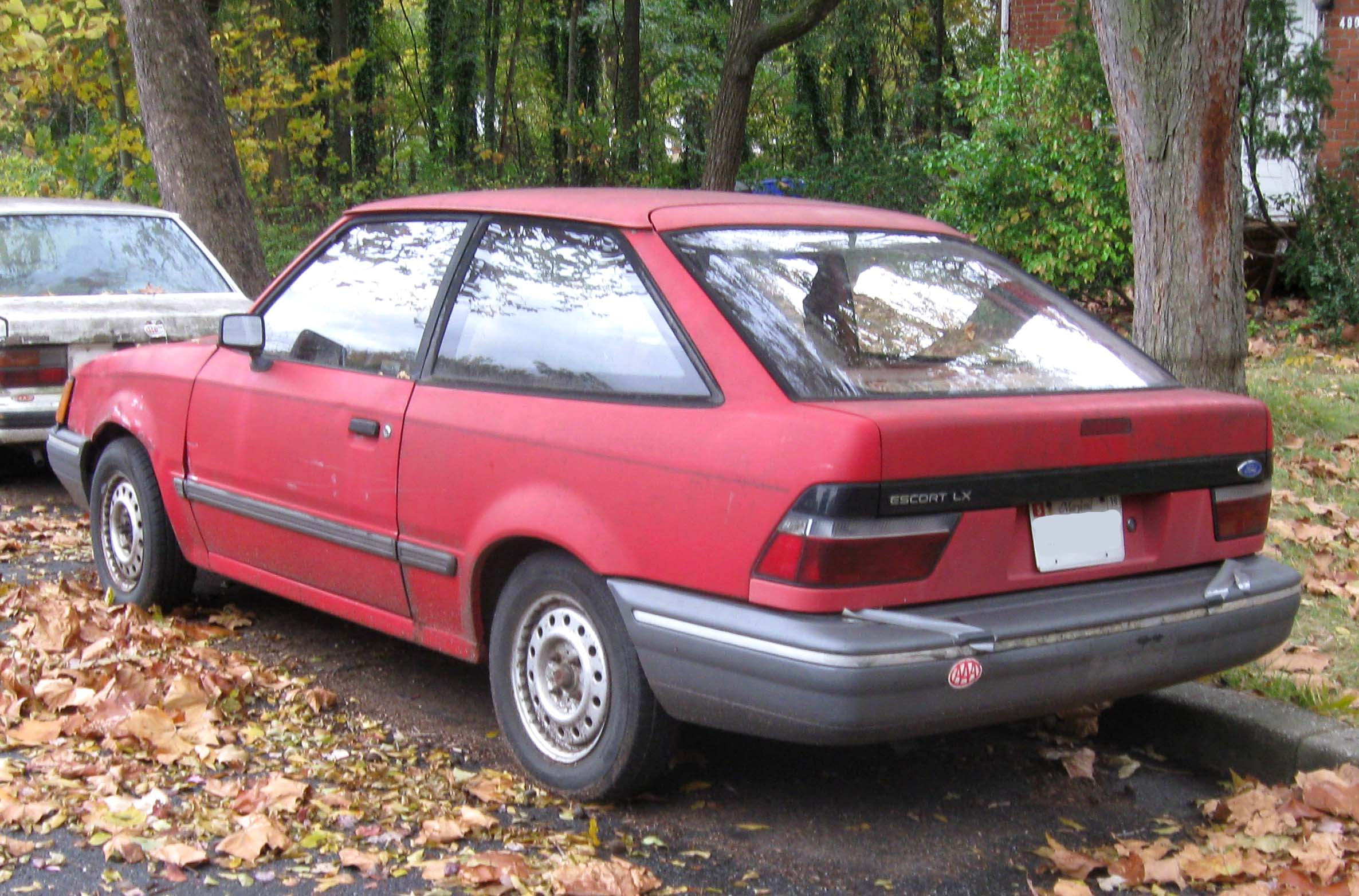
Ford Escort I - tył po liftingu

Ford Escort I został zaprezentowany po raz pierwszy w 1980 roku.
Pod koniec 1980 roku Ford zdecydował się odświeżyć swoją ofertę w klasie kompaktowej w Ameryce Północnej, prezentując następcę dla produkowanego wówczas od dekady modelu Pinto. Samochód zbudowany na platformie Ford E14 otrzymał stosowaną już wówczas od lat 60. XX w Europie nazwę Escort, bazując na trzeciej generacji tego modelu.
Pierwsza generacja amerykańskiego Escorta wyróżniała się kanciastą sylwetką z dużą, chromowaną atrapą chłodnicy i reflektorami tworzonymi przez dwa niezależne klosze. Oferta nadwoziowa składała się zarówno z odmiany liftback, jak i 5-drzwiowego kombi.

### Restylizacje
W 1984 roku zadebiutował Escort I po pierwszej modernizacji. W jej ramach zmodyfikowano atrapę chłodnicy, zmienił się wzór zderzaków po raz pierwszy malowanych w kolorze nadwozia, a także przestylizowano tylne lampy. Reflektory tworzył odtąd jeden klosz.
W 1986 roku Ford zaprezentował Escorta I po drugiej, tym razem obszerniejszej modernizacji. W jej zamach pojawiły się nowe, jednokloszowe reflektory, a także zmodyfikowana atrapa chłodnicy w kolorze lakieru nadwozia. Ponadto pojawiły się nowe plastikowe zderzaki pokrywające większą część nadwozia, a także inne tylne lampy wykorzystujące motyw dwóch pasów w stylu modelu Probe.

### Wersje wyposażeniowe
- Base
- L
- GL
- GLX
- SS

### Silniki
- 1.6 CVH 68 KM
- 1.9 CVH 86 108 KM
- 2.0 Mazda RF Diesel 52 KM

## Druga generacja

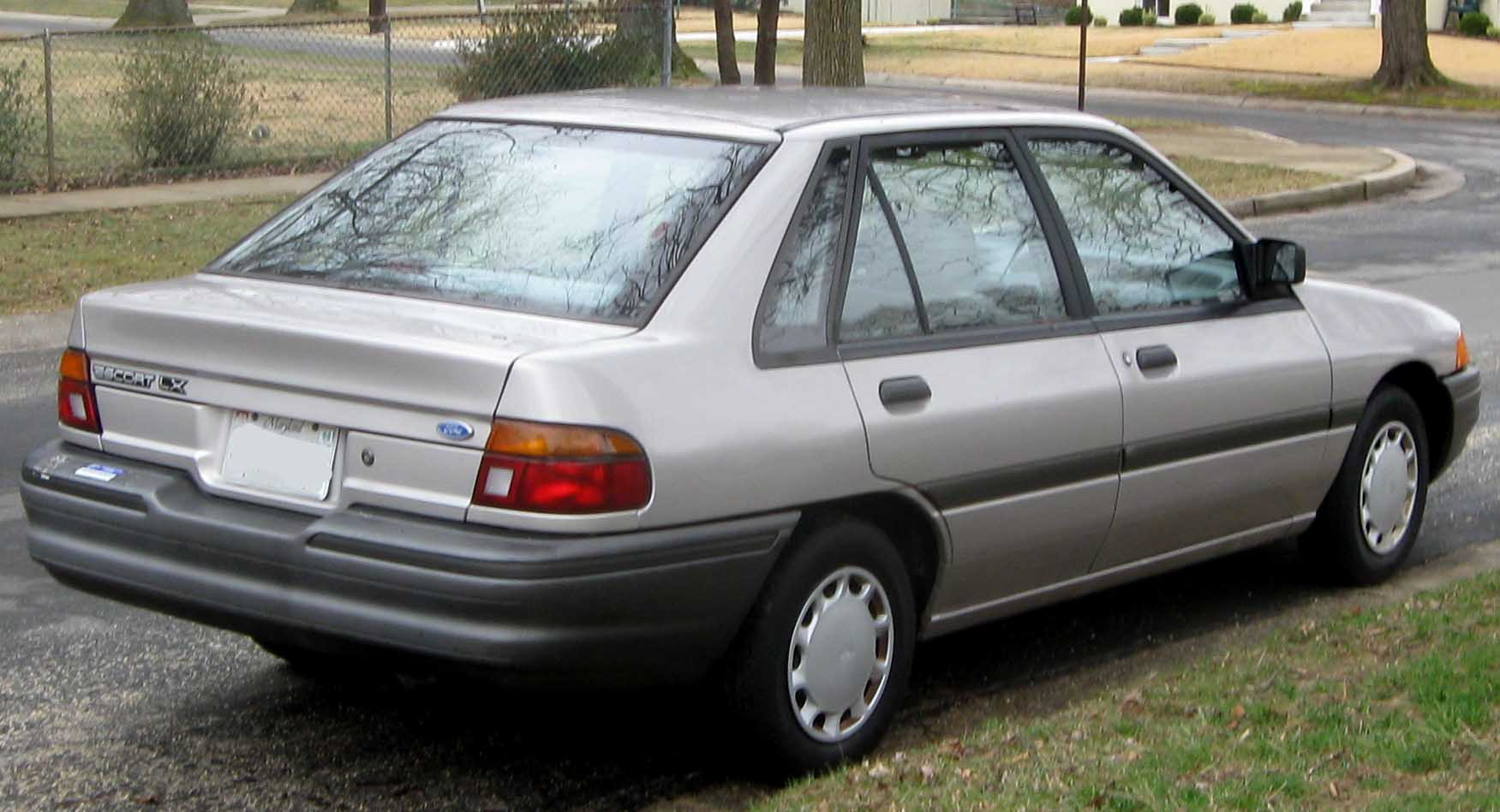
Ford Escort II - tył

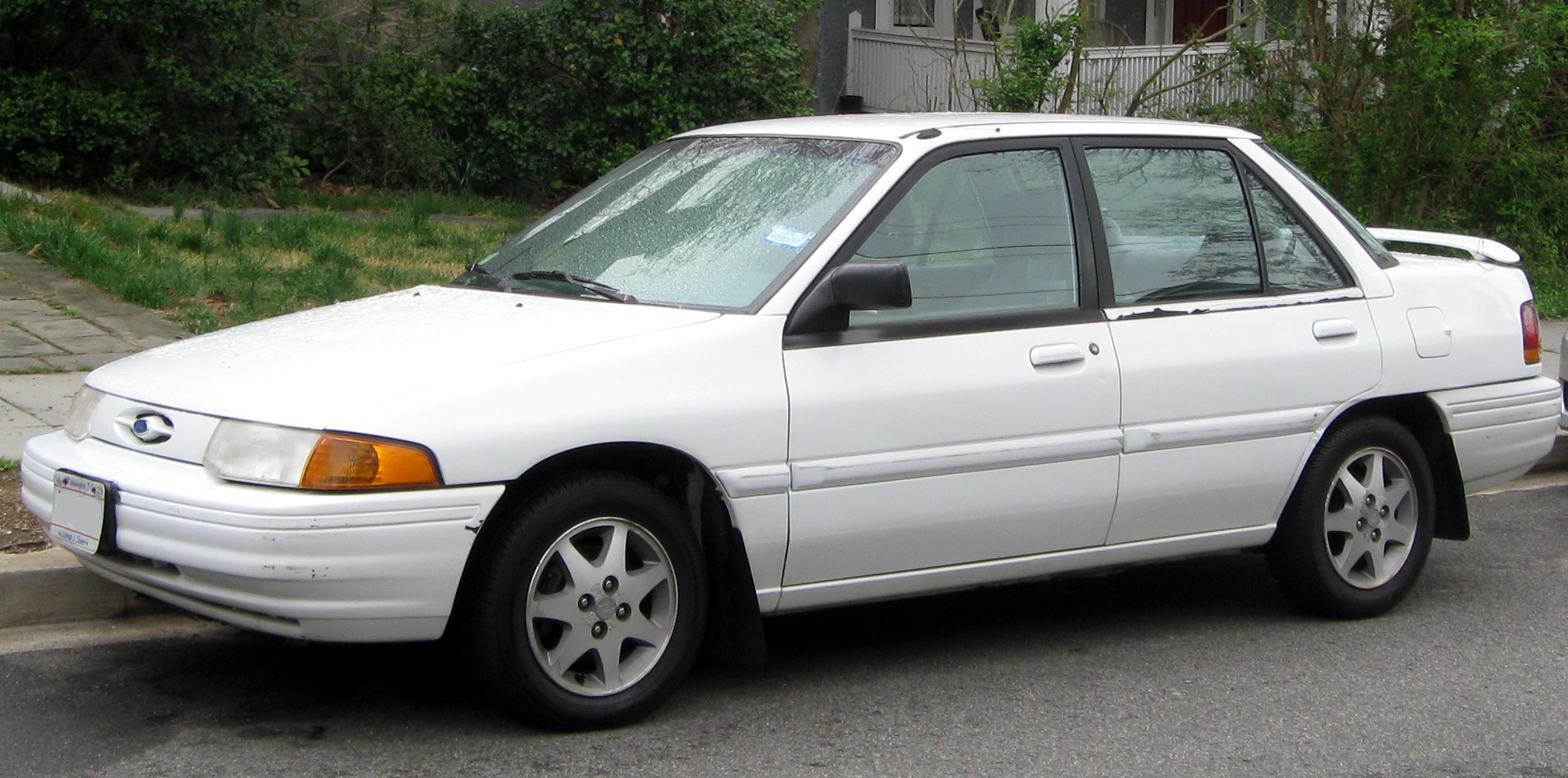
Ford Escort II Sedan

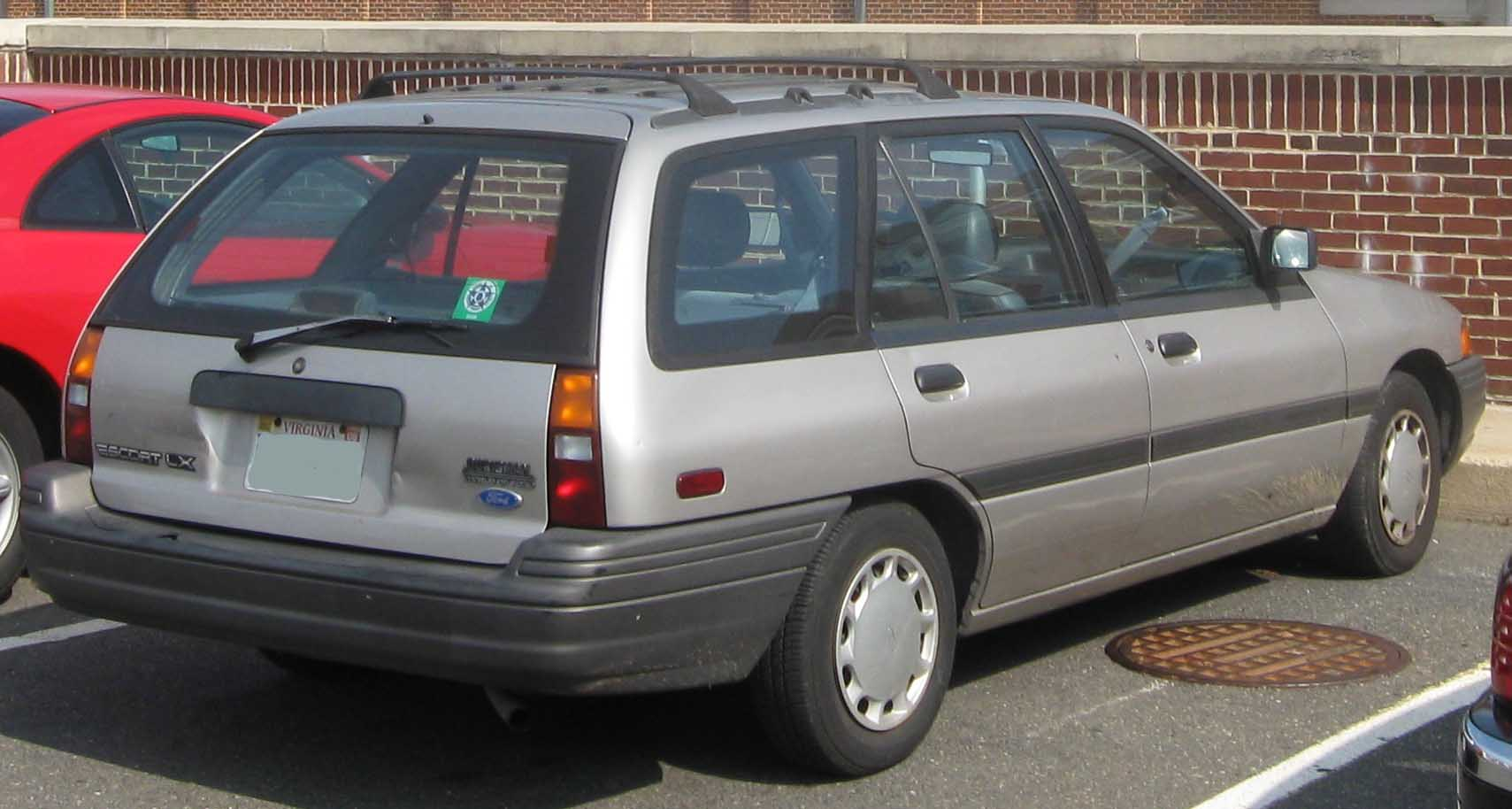
Ford Escort II Kombi

Ford Escort II został zaprezentowany po raz pierwszy w 1990 roku.
Druga, zupełnie nowa generacja północnoamerykańskiego Escorta została opracowana na wspólnej platformie Forda i Mazdy Mazda B platform. Samochód zysał wyraźnie większe nadwozie, z bardziej awangardowo ukszałtowanymi detalami. Charakterystycznym elementem stała się nisko poprowadzona linia szyb, a także niewielki owalny wlot powietrza między reflektorami. Tylne lampy zyskały kształt zaokrąglonego prostokąta, a przednie składały się z dwóch kloszy.
Po raz pierwszy oferta nadwoziowa, poza 3 i 5-drzwiowym liftbackiem oraz 5-drzwiowym kombi, została wzbogacona także o 4-drzwiowego sedana.

### Australia
Po raz pierwszy i zarazem ostatni, druga generacja oferowanego w Ameryce Północnej Forda Escorta była identyczna z oferowanym w Australii i Nowej Zelandii Fordem Laserem.

### Silniki
- 1.9 CVH 88 KM
- 1.8 Mazda BP 127 KM – GT

## Trzecia generacja

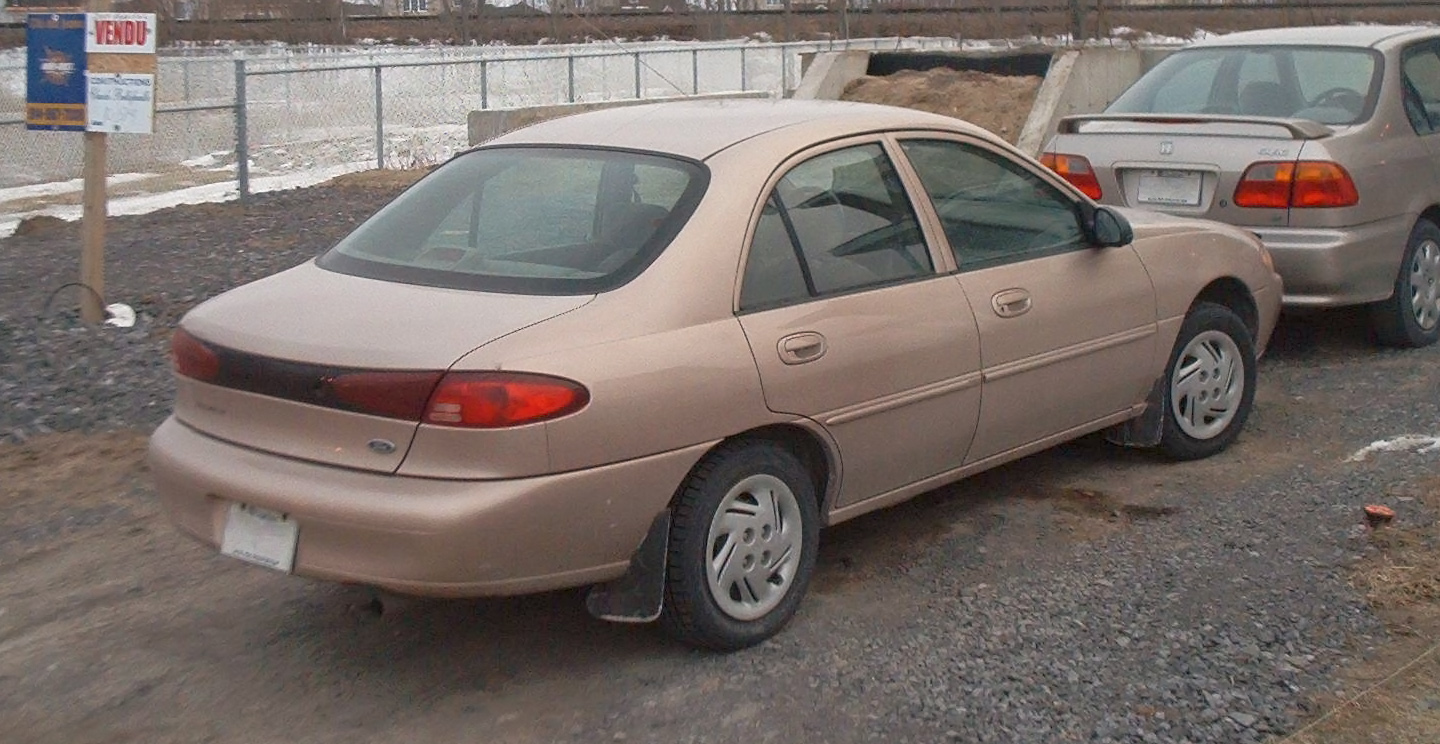
Ford Escort III - tył

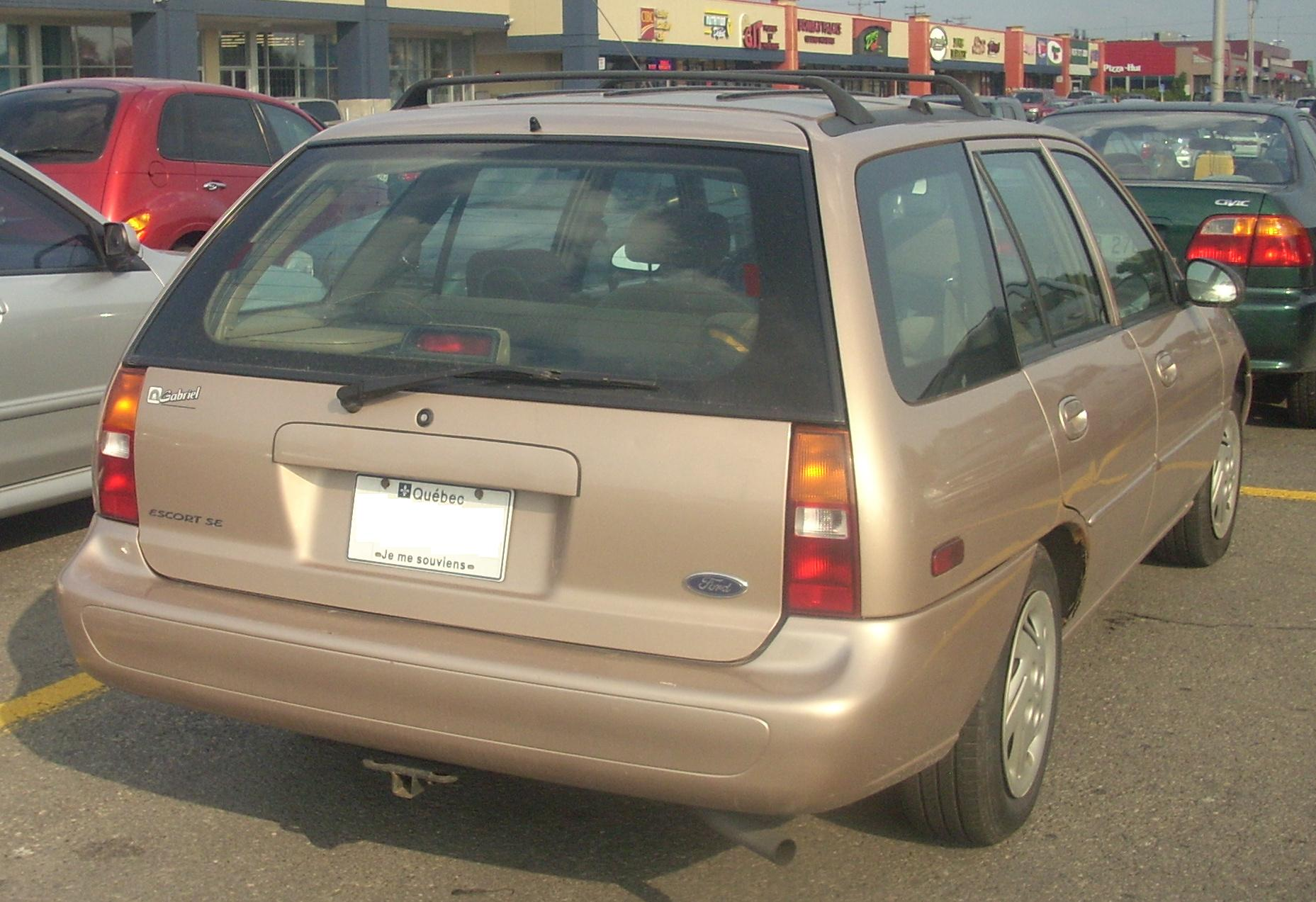
Ford Escort Kombi

Ford Escort III został zaprezentowany po raz pierwszy w 1996 roku.
W 1996 roku północnoamerykański oddział Forda przedstawił trzecią i zarazem ostatnią generację lokalnej wersji Escorta. Samochód został zbudowany na zmodernizowanej platformie poprzednika, zyskując nowocześniejszą, bardziej zaokrągloną sylwetkę. Charakterystycznym elementem stały się bardziej zaokrąglone reflektory, a także owalne klamki i podużne tylne lampy tworzące pojedynczy pas. Zmiany te dotyczyły tylko wersji sedan.
Wersja kombi była z kolei jedynie nieznacznie zmodernizowanym poprzednikiem, zyskując pas przedni w stylu trzeciej generacji i identyczne pozostałe panele nadwozia. Z oferty zniknęła wersja liftback.

### Koniec produkcji i następca
W 2002 roku zakończyła się produkcja północnoamerykańskiego Forda Escorta na rzecz zupełnie nowego modelu. Otrzymał on nazwę Focus, będąc zbliżonym względem takiego samego modelu oferowanego w Europie.

### Silniki
- 2.0 CVH 110 KM
- 2.0 Zetec 130 KM
- 2.0 Zetec 143 KM